# Sonny Boy Williamson II
Sonny Boy Williamson II (Glendora, Mississippi, mogelijk 5 december 1912 - Helena, Arkansas, 25 mei 1965) was een Amerikaanse bluesmuzikant. Hij was bekend als Sonny Boy Williamson, Sonny Boy Williamson II, Willie Williamson, Willie Miller, Little Boy Blue, The Goat en Footsie.

## Levensloop

### Jeugd en begin muzikale loopbaan
Over de jeugd van Williamson is veel onduidelijkheid. Afhankelijk van de bron ligt zijn geboortedatum tussen ergens in 1894 tot en met 5 december 1912.
Sonny Boy Williamson II was een buitenechtelijke zoon van Millie Ford. Later nam hij de achternaam van zijn stiefvader Jim Miller aan. Hij groeide op op een plantage in Mississippi. In de jaren '30 trad hij op in Mississippi en Arkansas. Hij ontmoette daar andere muzikanten zoals Elmore James, Big Joe Williams, Robert Lockwood Jr. en Robert Johnson.
In 1941 had Williamson zijn eerste radio-optreden. In die tijd nam hij de artiestennaam Sonny Boy Williamson aan. Omdat er al een andere bekende muzikant met dezelfde naam bestond, wordt hij vaak aangeduid als Sonny Boy Williamson II. In 1951 nam Williamson zijn eerste single op, Eyesight to the Blind. Dit nummer werd vaak gecoverd, onder andere door The Who.

### Chess Records en grotere bekendheid
Toen Trumpet Records in 1955 failliet ging, kwam Williamson bij Chess Records terecht. Bij dit label kreeg hij zijn grootste bekendheid. Tussen 1955 en 1964 nam Williamson zeventig nummers op voor Checker Records, een zusteronderneming van Chess Records. Sonny Boy Williamsons eerste lp, Down and Out Blues, kwam in 1959 bij Checker Records uit. 
In 1955 had Williamson een grote hit met het nummer Don´t start me talkin'. Op dit nummer zijn onder meer Willie Dixon, Muddy Waters, Otis Spann, Jimmy Rogers en Fred Below te horen. 
In de jaren '60 trad Williamson op in Europa.
Op 25 mei 1965 werd hij dood in zijn bed gevonden.
- Biblioteca Nacional de España: XX840519
- Bibliothèque nationale de France: cb139286333 (data)
- Gemeinsame Normdatei: 120542315
- International Standard Name Identifier: 0000 0001 1451 1379
- Library of Congress Control Number: n82084428
- MusicBrainz: 3b8403b6-72c8-4953-b966-5fc555923baf
- Nationale Bibliotheek van Israël: 987012501343305171
- Nederlandse Thesaurus van Auteursnamen: 073165239
- Istituto Centrale per il Catalogo Unico: MODV254416
- LIBRIS: 206459
- Système universitaire de documentation: 139923853
- Trove: 867713
- Virtual International Authority File: 87659326
- WorldCat: E39PBJmp98BgrrF6yRGRYtFHYP